# Andrij Wolokitin
Andrij Oleksandrowytsch Wolokitin (ukrainisch Андрій Олександрович Волокітін, wiss. Transkription Andrij Olexandrowytsch Volokytin, oft auch in der englischen Schreibung Andrei Volokitin; * 18. Juni 1986 in Lemberg) ist ein ukrainischer Schachmeister.

## Leben
Wolokitin wurde 1997 und 1998 ukrainischer Jugendmeister U12. 1998 in Oropesa del Mar war er Zweiter bei der Jugendweltmeisterschaft U12 hinter Teymur Rəcəbov. 1999 wurde er Dritter bei der Weltmeisterschaft U14. 2001 wurde er in Ordschonikidse Vizemeister der Ukraine nach Alexander Berelowitsch. Im selben Jahr wurde er, 15-jährig, von der FIDE zum Großmeister ernannt und nahm in Moskau an der FIDE-K.-o.-Weltmeisterschaft teil, schied allerdings gegen den Russen Konstantin Sakajew in der 1. Runde aus (nach Schnellschachstechen, der reguläre Wettkampf endete 1-1). 2003 gewann Wolokitin das Southampton-Open auf den Bermudas, 2004 siegte er bei der nach K.-o.-System ausgetragenen Meisterschaft der Ukraine in Charkow durch einen 1,5-0,5 Finalsieg über Anton Korobow. 2005 gewann er gemeinsam mit Boris Gelfand in Biel, im selben Jahr das K.-o.-Turnier in Luzern durch einen 2-0-Finalsieg über den US-Amerikaner Hikaru Nakamura. Januar 2012 gewann er den Donostia Chess Festival K.-o.-Turnier in San Sebastián, Baskenland (Spanien), durch einen Finalsieg über Viktor Láznička. In diesem Turnier spielte jeder Spieler simultan an zwei Brettern gegen seinen Opponenten, an einem mit den weißen, und an anderem mit den schwarzen Figuren. Dieses System wurde hier zum ersten Mal benutzt und hatte später den Namen "Basque chess" bekommen.
Wolokitin zählt neben Ruslan Ponomarjow, Serhij Karjakin und anderen Jungtalenten zu den Stützen der erfolgreichen jungen ukrainischen Schachschule.
2007 veröffentlichte er in Zusammenarbeit mit dem Schachtrainer Wladimir Grabinski das Buch Perfect your chess ISBN 978-1-904600-82-4.

## Nationalmannschaft
Wolokitin nahm mit der ukrainischen Nationalmannschaft an den Schacholympiaden 2004, 2006, 2008 und 2012 teil, mit der Mannschaft gewann er 2004 und erreichte 2012 den dritten Platz. Außerdem vertrat er die Ukraine bei der Mannschaftsweltmeisterschaft 2005 und den Mannschaftseuropameisterschaften 2001, 2007, 2009 und 2013, wobei er bei der Mannschafts-EM 2009 in Novi Sad sowohl mit der Mannschaft als auch in der Einzelwertung am zweiten Brett den dritten Platz erreichte.

## Vereine
In der ukrainischen Mannschaftsmeisterschaft spielte Wolokitin 2000 und 2001 für die Grandmaster School Kiew, 2002 für Carpathia-Galicia Lwiw, mit denen er im selben Jahr auch am European Club Cup teilnahm, und 2003 für die Mannschaft der Nationalen Iwan-Franko-Universität Lwiw.
In der deutschen Schachbundesliga spielte Wolokitin zunächst von 2003 bis 2007 für die Sportfreunde Katernberg. Von 2007 bis 2009 spielte er für den TV Tegernsee, von 2009 bis 2015 gehörte er wieder den Sportfreunden Katernberg an. Von der Saison 2015/16 bis zur Saison 2018/19 spielte er für den SV 1920 Hofheim, in der Saison 2019/20 für den SV Lingen.
In der russischen Mannschaftsmeisterschaft spielte Wolokitin 2002 für Gazowik Tjumen, 2004 und 2005 für Politechnik Nischni Tagil, von 2006 bis 2009 für TPS Saransk, mit dem er auch zweimal am European Club Cup teilnahm, 2013 für Ekonomist Saratow und 2014 für Ladja Kasan.
In der österreichischen Bundesliga spielte Wolokitin von 2009 bis 2019 für den SK Sparkasse Jenbach, mit dem er 2010, 2011, 2013, 2015 und 2018 Meister wurde, in Frankreich von 2012 bis 2014 für Bischwiller.
In der polnischen Mannschaftsmeisterschaft spielte Wolokitin 2008 und 2009 für Polonia Votum Wrocław, in der chinesischen Mannschaftsmeisterschaft 2009 für den Meister Shanghai Jianqiao University und 2012 für Guangdong Huateng Club. Die bosnische Premijer Liga gewann Wolokitin 2005 mit dem ŠK Bosna Sarajevo, außerdem nahm er am European Club 2009 mit dem SK Alkaloid Skopje (er erreichte am dritten Brett das beste Ergebnis), 2011 mit SOCAR Baku (er belegte mit der Mannschaft den zweiten Platz) und 2012 mit Ashdod (er gewann die Einzelwertung am zweiten Brett) teil. In der spanischen Mannschaftsmeisterschaft spielte Wolokitin von 2005 bis 2007 für CA Intel-Tiendas UPI Mancha Real und 2008 für CA Mérida Patrimonio-Ajoblanco, die ungarische Mannschaftsmeisterschaft gewann er 2018, 2019 und 2020 mit Aquaprofit NTSK.